# 1. Fußballclub Lokomotive Leipzig 2021-2022
Questa voce raccoglie le informazioni riguardanti il 1. Fußballclub Lokomotive Leipzig nelle competizioni ufficiali della stagione 2021-2022.

## Stagione
Nella stagione 2021-2022 il Lokomotive Lipsia, allenato da Almedin Civa, concluse il campionato di Regionalliga nordest al 6º posto. In Coppa di Germania il Lokomotive Lipsia fu eliminato al primo turno dal Bayer Leverkusen.

## Rosa
| N. |                       | Ruolo | Calciatore         |
| -- | --------------------- | ----- | ------------------ |
| 2  | Kazakistan (bandiera) | D     | Robert Berger      |
| 3  | Germania (bandiera)   | D     | Mike Eglseder      |
| 5  | Germania (bandiera)   | D     | David Urban        |
| 6  | Germania (bandiera)   | C     | Zak Piplica        |
| 7  | Serbia (bandiera)     | A     | Bogdan Rangelov    |
| 8  | Germania (bandiera)   | C     | Farid Abderrahmane |
| 9  | Turchia (bandiera)    | A     | Osman Atilgan      |
| 11 | Germania (bandiera)   | A     | Tom Nattermann     |
| 13 | Germania (bandiera)   | A     | Djamal Ziane       |
| 14 | Germania (bandiera)   | C     | Michael Schlicht   |
| 17 | Lituania (bandiera)   | C     | Edvardas Lucenka   |

| N. |                     | Ruolo | Calciatore       |
| -- | ------------------- | ----- | ---------------- |
| 18 | Germania (bandiera) | D     | Leon Heynke      |
| 19 | Germania (bandiera) | D     | Eric Voufack     |
| 22 | Germania (bandiera) | C     | Maik Salewski    |
| 23 | Germania (bandiera) | C     | Sascha Pfeffer   |
| 24 | Germania (bandiera) | D     | Luca Sirch       |
| 27 | Germania (bandiera) | A     | Theo Ogbidi      |
| 28 | Austria (bandiera)  | D     | Damir Mehmedovic |
| 30 | Germania (bandiera) | P     | Dennis Dickmann  |
| 43 | Germania (bandiera) | P     | Jan-Ole Sievers  |
| 44 | Germania (bandiera) | P     | Niclas Müller    |

## Organigramma societario
Area tecnica
- Allenatore: Almedin Civa
- Allenatore in seconda: Koray Gökkurt, Robert Weiße
- Preparatore dei portieri: Dennis Dickmann
- Preparatori atletici:
- Analisi video:

## Calciomercato

### Sessione estiva
| Acquisti | Acquisti         | Acquisti        | Acquisti |
| R.       | Nome             | da              | Modalità |
| -------- | ---------------- | --------------- | -------- |
| A        | Franz Jobst      | Carl Zeiss Jena |          |
| A        | Theo Ogbidi      | Chemnitz        |          |
| A        | Bogdan Rangelov  | Babelsberg      |          |
| C        | Michael Schlicht | VfB Auerbach    |          |
| P        | Jan-Ole Sievers  | Elversberg      |          |
| D        | Eric Voufack     | Carl Zeiss Jena |          |

| Cessioni | Cessioni      | Cessioni              | Cessioni |
| R.       | Nome          | a                     | Modalità |
| -------- | ------------- | --------------------- | -------- |
| D        | Nils Fiedler  | Blau-Weiß Leipzig     |          |
| P        | Jeroen Gies   | Rotenburger SV        |          |
| A        | Denis Jäpel   | Chemie Lipsia         |          |
| C        | Nils Stendera | Eintracht Francoforte |          |

### Sessione invernale
| Acquisti | Acquisti      | Acquisti          | Acquisti |
| R.       | Nome          | da                | Modalità |
| -------- | ------------- | ----------------- | -------- |
| A        | Osman Atilgan | Rot-Weiß Coblenza |          |
| P        | Niclas Müller | Jahn Ratisbona II |          |

| Cessioni | Cessioni      | Cessioni              | Cessioni |
| R.       | Nome          | a                     | Modalità |
| -------- | ------------- | --------------------- | -------- |
| A        | Goteh Ntignee | Grimma                |          |
| A        | Franz Jobst   | FC An der Fahner Höhe |          |

## Risultati

### Regionalliga nordest

#### Girone di andata
| Arbitro: | Kluge |

|            |           |                                           |
| Berger 24’ | Marcatori | 14’ Beck 51’ Geurts 68’ Kleihs 90’ Bolyki |

| Arbitro: | Kutscher |

|  |           |                                      |
|  | Marcatori | 6’, 85’ Nattermann 61’ (aut.) Wilcke |

| Lipsia 31 luglio 2021, ore 16:00 CEST 3ª giornata | Lokomotive Lipsia | 0 – 0 referto | Carl Zeiss Jena | Bruno-Plache-Stadion (2 344 spett.)\| Arbitro: \| Dallmann \| |
| Arbitro:                                          | Dallmann          |               |                 |                                                               |

| Arbitro: | Hempel |

|  |           |           |
|  | Marcatori | 71’ Ziane |

| Arbitro: | Greif |

|                                       |           |  |
| Ziane 1’, 39’ Ogbidi 70’ Rangelov 78’ | Marcatori |  |

| Arbitro: | Lechner |

|  |           |                                    |
|  | Marcatori | 17’, 39’, 41’ Nattermann 86’ Ziane |

| Arbitro: | Müller |

|                    |           |                        |
| Pfeffer 73’ (rig.) | Marcatori | 34’ Tezel 87’ Emghames |

| Arbitro: | Dallmann |

|  |           |                                    |
|  | Marcatori | 28’ Rangelov 62’ Pfeffer 70’ Sirch |

| Arbitro: | Bartnitzki |

|                       |           |                                             |
| Schimmel 65’ Kurt 76’ | Marcatori | 29’ (rig.) Pfeffer 50’ Rangelov 78’ Voufack |

| Arbitro: | Kohnert |

|           |           |                                   |
| Ziane 66’ | Marcatori | 26’, 77’ Pronichev 44’ Zografakis |

| Arbitro: | Rauschenberg |

|             |           |           |
| Fiedler 85’ | Marcatori | 63’ Ziane |

| Arbitro: | Kutscher |

|                                            |           |  |
| Ziane 6’ Abderrahmane 29’, 72’ Voufack 76’ | Marcatori |  |

| Arbitro: | Kluge |

|  |           |                                |
|  | Marcatori | 8’ Ziane 35’, 45’, 57’ Pfeffer |

| Arbitro: | Ostrin |

|                                               |           |  |
| Ziane 41’, 55’ Ogbidi 44’ Nattermann 78’, 84’ | Marcatori |  |

| Arbitro: | Burda |

|                  |           |              |
| Frahn 23’ (rig.) | Marcatori | 45’ Eglseder |

| Arbitro: | Weißbach |

|           |           |                                          |
| Ziane 44’ | Marcatori | 61’ (aut.) Heynke 83’ Ihbe 87’ Gözüsirin |

| Arbitro: | Müller |

|  |           |           |
|  | Marcatori | 84’ Ziane |

| Arbitro: | Bartnitzki |

|             |           |  |
| Pfeffer 76’ | Marcatori |  |

| Arbitro: | Lechner |

|                      |           |                                     |
| Becker 23’ Flath 85’ | Marcatori | 49’ Heynke 67’ Rangelov 83’ Voufack |

#### Girone di ritorno
| Arbitro: | Dallmann |

|            |           |                       |
| Bolyki 85’ | Marcatori | 14’ Voufack 51’ Ziane |

| Arbitro: | Butterich |

|           |           |              |
| Ziane 30’ | Marcatori | 84’ Sejdović |

| Arbitro: | Kohnert |

|                       |           |                                           |
| Dedidis 71’ Krauß 90’ | Marcatori | 45’ Ziane 48’ Eglseder 67’ (rig.) Pfeffer |

| Arbitro: | Greif |

|           |           |  |
| Ziane 28’ | Marcatori |  |

| Berlino 23 febbraio 2022, ore 19:00 CET 24ª giornata | TeBe Berlino | 0 – 0 referto | Lokomotive Lipsia | Mommsenstadion (1 000 spett.)\| Arbitro: \| Rauschenberg \| |
| Arbitro:                                             | Rauschenberg |               |                   |                                                             |

| Arbitro: | Markhoff |

|                                                                 |           |                       |
| Pfeffer 13’ Ziane 41’, 45’ Abderrahmane 42’, 72’ Nattermann 86’ | Marcatori | 7’ Winter 63’ Klossek |

| Arbitro: | Köppen |

|  |           |                |
|  | Marcatori | 55’ Nattermann |

| Arbitro: | Wartmann |

|           |           |                                  |
| Ziane 48’ | Marcatori | 53’ Uzan 82’ Yildirim 90’ Hüther |

| Arbitro: | Bartnitzki |

|           |           |                                 |
| Ogbidi 5’ | Marcatori | 7’ Brügmann 68’ (rig.) Campulka |

| Arbitro: | Koslowski |

|               |           |            |
| Pronichev 42’ | Marcatori | 5’ Piplica |

| Arbitro: | Rauschenberg |

|            |           |             |
| Pfeffer 4’ | Marcatori | 80’ Fiedler |

| Arbitro: | Lechner |

|                       |           |                                             |
| Weigel 12’ Korsch 35’ | Marcatori | 15’ Ziane 43’ (rig.) Pfeffer 90’ Nattermann |

| Arbitro: | Müller |

|                       |           |  |
| Ziane 59’ Voufack 65’ | Marcatori |  |

| Arbitro: | Markhoff |

|           |           |             |
| Ceesay 9’ | Marcatori | 50’ Pfeffer |

| Arbitro: | Wartmann |

|             |           |  |
| Atilgan 69’ | Marcatori |  |

| Arbitro: | Dallmann |

|                                 |           |  |
| Ohlow 16’ Ihbe 54’ Gaedicke 88’ | Marcatori |  |

| Arbitro: | Rauschenberg |

|  |           |                          |
|  | Marcatori | 64’ Gayret 69’ Scherhant |

| Arbitro: | Vierock |

|                               |           |            |
| Ziane 38’ (aut.) Kirstein 90’ | Marcatori | 74’ Heynke |

| Arbitro: | Dallmann |

|                                        |           |           |
| Ogbidi 11’ Rangelov 28’ Nattermann 90’ | Marcatori | 56’ Budde |

### Coppa di Germania
| Arbitro: | Lechner |

|  |           |                                       |
|  | Marcatori | 6’ (rig.), 87’ Demirbay 14’ Bellarabi |

## Statistiche

### Statistiche di squadra
| Competizione      | Punti | In casa | In casa | In casa | In casa | In casa | In casa | In trasferta | In trasferta | In trasferta | In trasferta | In trasferta | In trasferta | Totale | Totale | Totale | Totale | Totale | Totale | DR  |
| Competizione      | Punti | G       | V       | N       | P       | Gf      | Gs      | G            | V            | N            | P            | Gf           | Gs           | G      | V      | N      | P      | Gf     | Gs     | DR  |
| ----------------- | ----- | ------- | ------- | ------- | ------- | ------- | ------- | ------------ | ------------ | ------------ | ------------ | ------------ | ------------ | ------ | ------ | ------ | ------ | ------ | ------ | --- |
| Regionalliga      | 71    | 19      | 9       | 3       | 7       | 35      | 24      | 19           | 12           | 5            | 2            | 36           | 18           | 38     | 21     | 8      | 9      | 71     | 42     | +29 |
| Coppa di Germania | -     | 1       | 0       | 0       | 1       | 0       | 3       | 0            | 0            | 0            | 0            | 0            | 0            | 1      | 0      | 0      | 1      | 0      | 3      | -3  |
| Totale            | 71    | 20      | 9       | 3       | 8       | 35      | 27      | 19           | 12           | 5            | 2            | 36           | 18           | 39     | 21     | 8      | 10     | 71     | 45     | +26 |

### Andamento in campionato
| Giornata  | 1  | 2 | 3 | 4 | 5 | 6 | 7 | 8 | 9 | 10 | 11 | 12 | 13 | 14 | 15 | 16 | 17 | 18 | 19 | 20 | 21 | 22 | 23 | 24 | 25 | 26 | 27 | 28 | 29 | 30 | 31 | 32 | 33 | 34 | 35 | 36 | 37 | 38 |
| --------- | -- | - | - | - | - | - | - | - | - | -- | -- | -- | -- | -- | -- | -- | -- | -- | -- | -- | -- | -- | -- | -- | -- | -- | -- | -- | -- | -- | -- | -- | -- | -- | -- | -- | -- | -- |
| Luogo     | C  | T | C | T | C | T | C | T | T | C  | T  | C  | T  | C  | T  | C  | T  | C  | T  | T  | C  | T  | C  | T  | C  | T  | C  | C  | T  | C  | T  | C  | T  | C  | T  | C  | T  | C  |
| Risultato | P  | V | N | V | V | V | P | V | V | P  | N  | V  | V  | V  | N  | P  | V  | V  | V  | V  | N  | V  | V  | N  | V  | V  | P  | P  | N  | N  | V  | V  | N  | V  | P  | P  | P  | V  |
| Posizione | 19 | 9 | 9 | 7 | 5 | 3 | 6 | 4 | 3 | 7  | 8  | 7  | 4  | 3  | 3  | 5  | 5  | 3  | 3  | 2  | 2  | 2  | 2  | 2  | 2  | 2  | 2  | 3  | 3  | 3  | 2  | 2  | 3  | 4  | 4  | 5  | 6  | 6  |

Legenda:

Luogo: C = Casa; T = Trasferta. Risultato: V = Vittoria; N = Pareggio; P = Sconfitta.

### Statistiche dei giocatori
| Giocatore       | Regionalliga | Regionalliga | Regionalliga | Regionalliga | Coppa di Germania | Coppa di Germania | Coppa di Germania | Coppa di Germania | Totale   | Totale | Totale      | Totale     |
| Giocatore       | Presenze     | Reti         | Ammonizioni  | Espulsioni   | Presenze          | Reti              | Ammonizioni       | Espulsioni        | Presenze | Reti   | Ammonizioni | Espulsioni |
| --------------- | ------------ | ------------ | ------------ | ------------ | ----------------- | ----------------- | ----------------- | ----------------- | -------- | ------ | ----------- | ---------- |
| F. Abderrahmane | 33           | 4            | 2            | 1            | 1                 | 0                 | 0                 | 0                 | 34       | 4      | 2           | 1          |
| O. Atilgan      | 12           | 1            | 2            | 0            | 0                 | 0                 | 0                 | 0                 | 12       | 1      | 2           | 0          |
| R. Berger       | 34           | 1            | 6            | 0            | 1                 | 0                 | 0                 | 0                 | 35       | 1      | 6           | 0          |
| D. Dickmann     | 2            | 0            | 0            | 0            | 0                 | 0                 | 0                 | 0                 | 2        | 0      | 0           | 0          |
| M. Eglseder     | 36           | 2            | 3            | 0            | 1                 | 0                 | 0                 | 0                 | 37       | 2      | 3           | 0          |
| L. Heynke       | 34           | 2            | 2            | 0            | 1                 | 0                 | 0                 | 0                 | 35       | 2      | 2           | 0          |
| E. Lucenka      | 3            | 0            | 0            | 0            | 0                 | 0                 | 0                 | 0                 | 3        | 0      | 0           | 0          |
| D. Mehmedovic   | 31           | 0            | 4            | 0            | 1                 | 0                 | 0                 | 0                 | 32       | 0      | 4           | 0          |
| N. Müller       | 3            | 0            | 0            | 0            | 0                 | 0                 | 0                 | 0                 | 3        | 0      | 0           | 0          |
| T. Nattermann   | 34           | 11           | 1            | 0            | 1                 | 0                 | 0                 | 0                 | 35       | 11     | 1           | 0          |
| G. Ntignee      | 0            | 0            | 0            | 0            | 0                 | 0                 | 0                 | 0                 | 0        | 0      | 0           | 0          |
| T. Ogbidi       | 37           | 4            | 3            | 0            | 1                 | 0                 | 0                 | 0                 | 38       | 4      | 3           | 0          |
| S. Pfeffer      | 35           | 12           | 4            | 0            | 1                 | 0                 | 1                 | 0                 | 36       | 12     | 5           | 0          |
| Z. Piplica      | 34           | 1            | 5            | 0            | 1                 | 0                 | 0                 | 0                 | 35       | 1      | 5           | 0          |
| B. Rangelov     | 33           | 5            | 4            | 0            | 1                 | 0                 | 1                 | 0                 | 34       | 5      | 5           | 0          |
| M. Salewski     | 35           | 0            | 2            | 0            | 1                 | 0                 | 0                 | 0                 | 36       | 0      | 2           | 0          |
| M. Schlicht     | 15           | 0            | 2            | 0            | 0                 | 0                 | 0                 | 0                 | 15       | 0      | 2           | 0          |
| J. Sievers      | 34           | 0            | 2            | 0            | 1                 | 0                 | 0                 | 0                 | 35       | 0      | 2           | 0          |
| L. Sirch        | 38           | 1            | 0            | 0            | 1                 | 0                 | 0                 | 0                 | 39       | 1      | 0           | 0          |
| J. Tasche       | 0            | 0            | 0            | 0            | 0                 | 0                 | 0                 | 0                 | 0        | 0      | 0           | 0          |
| D. Urban        | 15           | 0            | 0            | 0            | 0                 | 0                 | 0                 | 0                 | 15       | 0      | 0           | 0          |
| E. Voufack      | 37           | 5            | 3            | 0            | 1                 | 0                 | 0                 | 0                 | 38       | 5      | 3           | 0          |
| D. Ziane        | 33           | 21           | 8            | 0            | 1                 | 0                 | 0                 | 0                 | 34       | 21     | 8           | 0          |